# Particule identice

Figura 1. Ciocnirea elastică a două particule identice în mecanica clasică.

Figura 2. Altă stare finală posibilă în aceeași ciocnire elastică.

Figura 3. Ciocnirea elastică a două particule identice în mecanica cuantică.

În fizica statistică, prin particule identice se înțelege o categorie de particule care nu pot fi deosebite între ele, nici măcar în principiu. La scară atomică, sunt identice particulele elementare care posedă aceleași caracteristici fundamentale (masă, sarcină electrică, spin), cum sunt electronii, protonii și neutronii. Dar și sisteme care au o structură internă intră în cadrul acestei definiții dacă această structură rămâne neschimbată în cadrul fenomenului studiat, de exemplu nucleele atomice și atomii.
În mecanica statistică clasică, starea unui sistem de particule identice este complet determinată dacă se cunoaște starea fiecărei particule componente (poziție și impuls) la un moment inițial: ecuațiile de mișcare determină univoc starea la orice moment ulterior, fiecare particulă poate fi urmărită de-a lungul unei traiectorii bine definite și își păstrează individualitatea. Situația este alta în contextul mecanicii cuantice: sistemul este descris de o funcție de stare cu semnificație statistică și, chiar dacă particulele componente sunt bine localizate la un moment inițial, împrăștierea pachetelor de unde asociate și suprapunerea lor face ca ele să nu mai poată fi deosebite la un moment ulterior. Fenomenul e ilustrat de ciocnirea elastică a două particule identice: în cazul clasic, urmând traiectoriile, individualitatea particulelor, în două stări finale diferite, este evidentă (figurile 1 și 2), pe când în cazul cuantic particulele nu pot fi deosebite în starea finală (figura 3).

## Postulatul simetrizării
Faptul că într-un sistem de particule identice acestea își pierd individualitatea și devin indiscernabile necesită o analiză a modului în care se comportă atât operatorii care reprezintă mărimi dinamice, dar mai ales funcția de stare, la permutarea lor. Considerând un sistem de N particule, numerotate arbitrar prin indicele {\displaystyle i=1,2,...N,} fie {\displaystyle q_{i}} ansamblul mărimilor ce caracterizează particula cu indice i (de exemplu poziția și proiecția spinului pe o direcție dată). Operatorii și funcția de stare vor fi funcții {\displaystyle A(q_{1},q_{2},\ldots q_{N})}, respectiv {\displaystyle \psi (q_{1},q_{2},\ldots q_{N})}, de ansamblul acestor variabile. Problema este de a determina care sunt consecințele identității particulelor asupra comportării acestor funcții la permutări ale variabilelor. Permutarea generică
{\displaystyle P={\begin{pmatrix}1&2&\ldots &N\\i_{1}&i_{2}&\ldots &i_{N}\end{pmatrix}}}
este un operator a cărui acțiune asupra unei funcții oarecare (operator observabilă sau funcție de stare) {\displaystyle f\,} e definită prin
{\displaystyle Pf(q_{1},q_{2},\ldots q_{N})=f(q_{i_{1}},q_{i_{2}},\ldots q_{i_{N}})\,.}
Indiscernabilitatea cere ca pentru orice variabilă dinamică să fie satisfăcută condiția
{\displaystyle A(q_{1},q_{2},\ldots q_{N})=A(q_{i_{1}},q_{i_{2}},\ldots q_{i_{N}})\,,}
de unde rezultă
{\displaystyle PA(q_{1},q_{2},\ldots q_{N})=A(q_{1},q_{2},\ldots q_{N})P\,,}
adică operatorii permutare comută cu operatorii observabilă. În particular, permutările particulelor comută cu hamiltonianul. Indiscernabilitatea mai cere ca permutările să modifice funcția de stare cel mult printr-un factor constant (dependent de permutare):
{\displaystyle P\psi (q_{1},q_{2},\ldots q_{N})=C_{P}\,\psi (q_{1},q_{2},\ldots q_{N})\,.}
Analiza cazurilor posibile arată că există două categorii de funcții de stare: 
Funcții simetrice, pentru care {\displaystyle P\psi (q_{1},q_{2},\ldots q_{N})=\psi (q_{1},q_{2},\ldots q_{N})\,.}
Funcții antisimetrice, pentru care {\displaystyle P\psi (q_{1},q_{2},\ldots q_{N})=(-1)^{\nu }\,\psi (q_{1},q_{2},\ldots q_{N})\,,} unde {\displaystyle \nu } e paritatea permutării {\displaystyle P\,.}
Concluzia cu caracter general care se desprinde de aici, numită uneori postulatul simetrizării, este: 
Funcția de stare a unui sistem de particule identice nu poate fi decât sau simetrică, sau antisimetrică.

### Operatori de simetrizare și antisimetrizare
Pentru a obține o funcție simetrică sau antisimetrică, pornind de la o funcție {\displaystyle \psi (q_{1},q_{2},\ldots q_{N})\,} oarecare, se procedează în felul următor.  Numărul permutărilor a {\displaystyle N\,} obiecte este {\displaystyle N!\,} ; dintre acestea jumătate sunt pare și jumătate sunt impare. Fie {\displaystyle P_{1},P_{2},\ldots P_{n}} totalitatea permutărilor pare și {\displaystyle Q_{1},Q_{2},\ldots Q_{n}} totalitatea permutărilor impare, unde {\displaystyle n=N!/2\,} . Operatorul
{\displaystyle S={\frac {1}{\sqrt {N!}}}(\sum _{i=1}^{n}P_{i}+\sum _{i=1}^{n}Q_{i})\,,}
numit operator de simetrizare, are proprietatea că, aplicat unei funcții arbitrare, rezultatul este o funcție simetrică. Similar, operatorul de antisimetrizare
{\displaystyle A={\frac {1}{\sqrt {N!}}}(\sum _{i=1}^{n}P_{i}-\sum _{i=1}^{n}Q_{i})}
conduce la o funcție antisimetrică. Dacă rezultatul antisimetrizării este identic nul, se spune că funcția inițială nu e antisimetrizabilă.

### Evoluția în timp a sistemelor de particule identice
Întrucât permutările comută cu hamiltonianul, din ecuația lui Schrödinger rezultă că proprietatea funcției de stare de a fi simetrică sau antisimetrică se păstrează în cursul evoluției în timp a sistemului. 

## Alte postulate

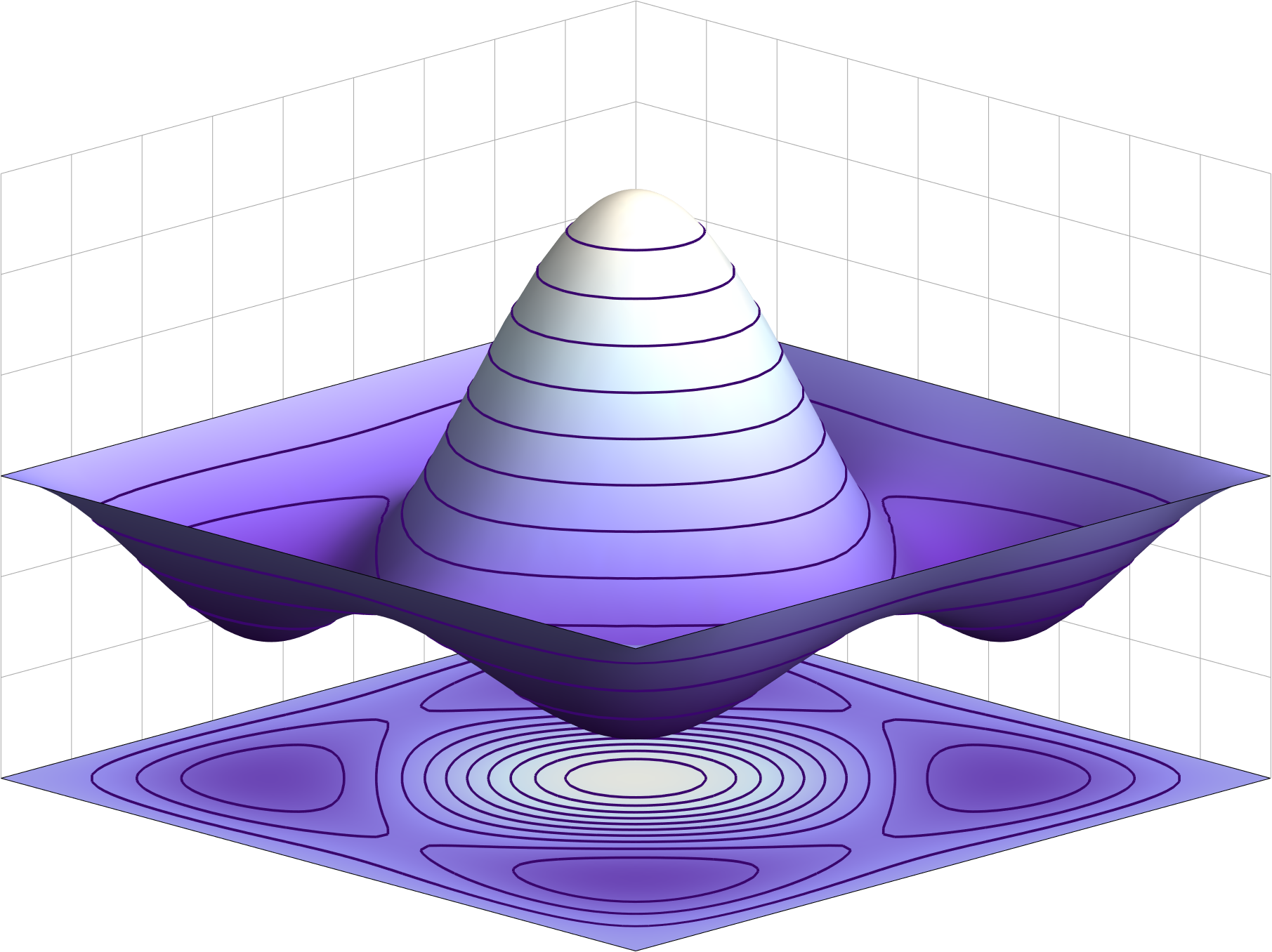
Figura 4. Sistem de doi bosoni identici: funcție de stare simetrică.

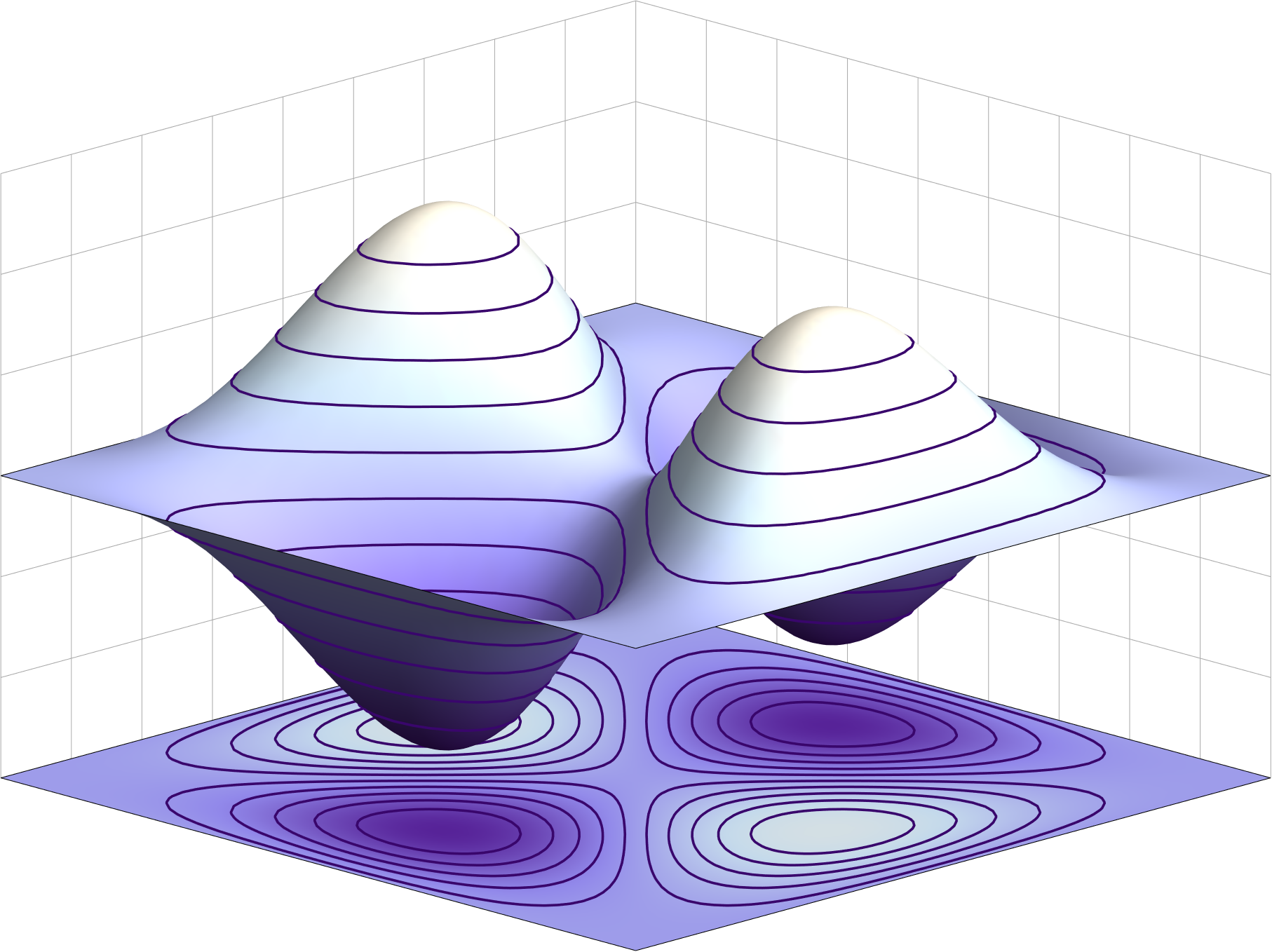
Figura 5. Sistem de doi fermioni identici: funcție de stare antisimetrică.

Pe lângă postulatul simetrizării, funcțiile de stare ale sistemelor de particule identice sunt supuse și altor condiții restrictive, care nu decurg din principiile mecanicii cuantice, ci au la rândul lor caracter de postulate, rezultate din analiza teoretică a datelor experimentale.  Aceste postulate ale mecanicii cuantice nerelativiste se obțin însă, în cadrul teoriei cuantice a câmpurilor, drept consecințe ale unor ipoteze cu caracter foarte general.

### Bosoni și fermioni
Studiul sistemelor de particule identice a arătat că acestea pot fi clasificate, din punctul de vedere al distribuției statistice în spațiul stărilor, în două categorii exclusive. Particulele care ascultă de statistica Bose-Einstein au fost numite bosoni; cele care urmează statistica Fermi-Dirac au fost numite fermioni. Calitatea de boson sau fermion este legată de proprietatea funcției de stare de a fi simetrică sau antisimetrică:
Funcția de stare a unui sistem de bosoni identici nu poate fi decât simetrică. Funcția de stare a unui sistem de fermioni identici nu poate fi decât antisimetrică.

### Spin și statistică
Calitatea de boson sau fermion este legată de spinul particulei:
Particulele cu spin întreg (inclusiv spin zero) sunt bosoni. Particulele cu spin semiîntreg sunt fermioni.

### Principiul interdicției
În cazul unui sistem de particule dinamic independente, hamiltonianul este o sumă de operatori care acționează, fiecare dintre ei, asupra unei singure particule:
{\displaystyle {\mathcal {H}}(q_{1},q_{2},\ldots q_{N})=H(q_{1})+H(q_{2})+\cdots H(q_{N})\,.}
Ecuația Schrödinger
{\displaystyle {\mathcal {H}}\Psi ={\mathcal {E}}\Psi }
se separă în ecuații uniparticulă
{\displaystyle H(q)\,\psi _{i}(q)=E_{i}\,\psi _{i}(q)\,.}
Soluția globală corespunzătoare este
{\displaystyle \Psi (q_{1},q_{2},\ldots q_{N})=\psi _{i_{1}}(q_{1})\,\psi _{i_{2}}(q_{2})\,\cdots \,\psi _{i_{N}}(q_{N})\,,\quad {\mathcal {E}}=E_{i_{1}}+E_{i_{2}}+\cdots E_{i_{N}}\,.}
Această soluție, care reprezintă starea sistemului în care particula cu indice {\displaystyle i\,} se află în starea {\displaystyle \psi _{i}} de energie {\displaystyle E_{i}\,}, nu satisface postulatul simetrizării. Semnificație fizică au doar soluțiile obținute prin aplicarea operatorului de simetrizare sau antisimetrizare, după cum este vorba de bosoni sau de fermioni. În cazul fermionic, funcția antisimetrică se scrie compact ca determinant Slater:
{\displaystyle \Psi _{A}(q_{1},q_{2},\ldots q_{N})\,=\,{\frac {1}{\sqrt {N!}}}{\begin{vmatrix}\psi _{i_{1}}(q_{1})&\psi _{i_{2}}(q_{1})&\cdots &\psi _{i_{N}}(q_{1})\\\psi _{i_{1}}(q_{2})&\psi _{i_{2}}(q_{2})&\cdots &\psi _{i_{N}}(q_{2})\\\vdots &\vdots &\ddots &\vdots \\\psi _{i_{1}}(q_{N})&\psi _{i_{2}}(q_{N})&\cdots &\psi _{i_{N}}(q_{N})\end{vmatrix}}\,.}
În această formă, antisimetria rezultă explicit din schimbarea semnului determinantului la permutarea liniilor. Iar dacă două coloane sunt identice, determinantul este zero și nu poate reprezenta funcția de stare a unui sistem fizic. Acest rezultat exprimă principiul de excluziune al lui Pauli (principiul interdicției): 
Stări în care doi fermioni identici au același sistem de numere cuantice sunt interzise.
Caracteristicile sistemelor de particule identice sunt rezumate în tabelul care urmează.
| bosoni   | statistică Bose-Einstein | funcție de stare simetrică     | spin întreg     |                         |
| fermioni | statistică Fermi-Dirac   | funcție de stare antisimetrică | spin semiîntreg | principiul interdicției |